# Kon-Tiki (1950)
Kon-Tiki ist ein norwegischer Dokumentarfilm über die Kon-Tiki-Expedition von 1947 und den norwegischen Forscher, Abenteurer und Schriftsteller Thor Heyerdahl. Heyerdahl produzierte den Film zusammen mit Olle Nordemar. Der Dokumentarfilm gewann 1952 zwei Oscars in den Kategorien „Bester Dokumentarfilm“ (für den Produzenten und die Kamera).
Der Film wurde im selben Jahr in der British Academy of Film and Television Arts (BAFTA) für den British Academy Film Award in der Kategorie „Bester nicht-englischsprachiger Film“ nominiert.

## Vorgeschichte

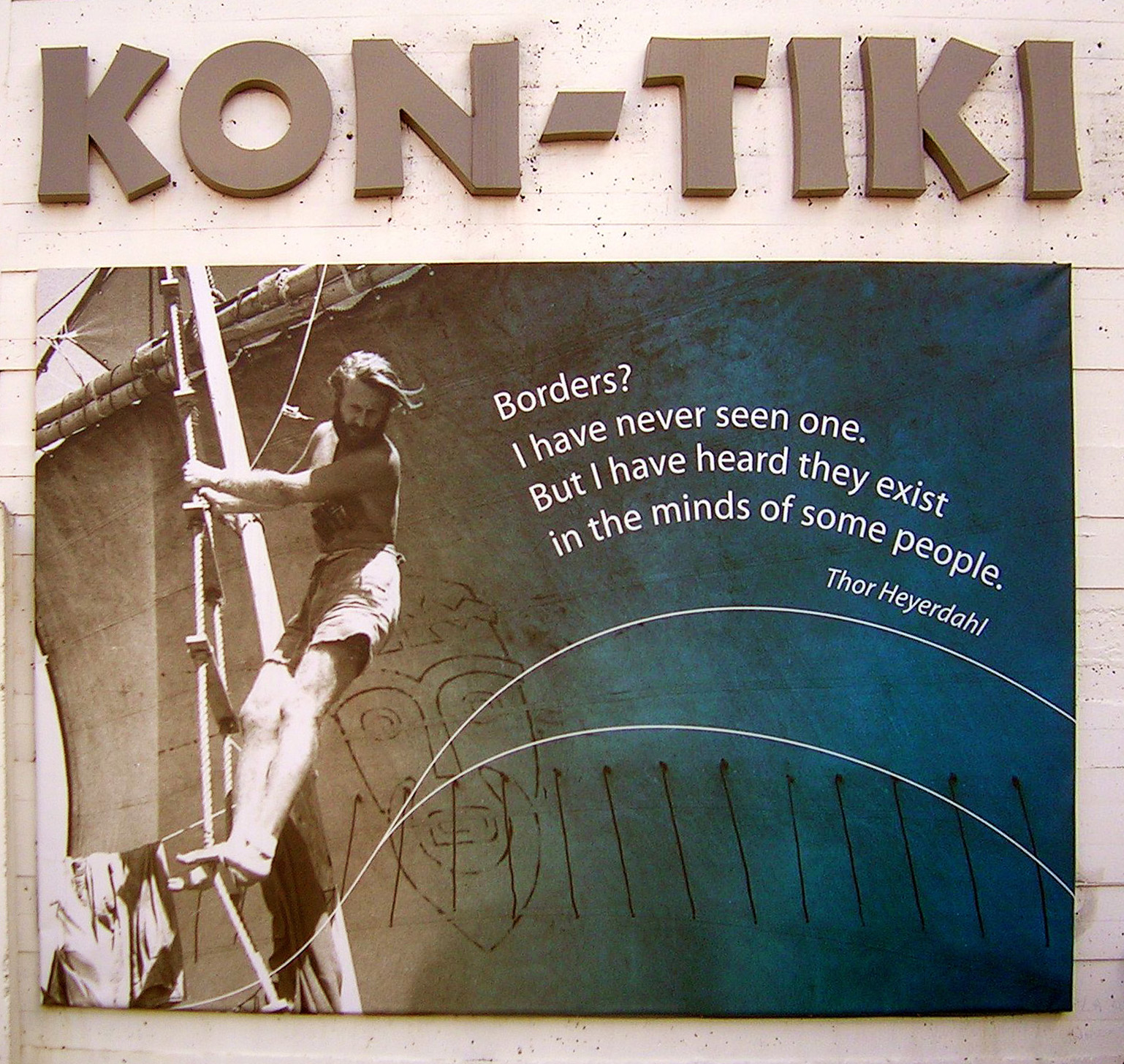
Thor Heyerdahl: Ein Statement.

Heyerdahl schreibt dazu in seinen Memoiren „Auf Adams Spuren“ (1998; Deutsch 2000). dass die erste Präsentation des Filmmaterials ein Albtraum war: Mehrere Filmproduzenten hatten sich zunächst sehr interessiert gezeigt, was die norwegische Botschaft dazu bewog, für die wichtigsten möglichen Ankäufer eine Vorführung zu veranstalten. Erst dabei stellte sich heraus, dass ein großer Teil des Materials unbrauchbar war – teils durch Wasser verdorben, teils über- oder unterbelichtet, und „der Rest“ (lt. Heyerdahl) irrtümlich in Zeitlupe aufgenommen. Auch waren die durch den Seegang bewirkten Bewegungen der Kamera kaum erträglich. Zuletzt blieb bloß ein einziger der Aufkäufer im Saal, der ganze 200 Dollar bot, um das verwertbare Material für eine vielleicht zehnminütige Kurzdokumentation im Vertrieb der RKO Pictures zu verwerten. Dies wurde verständlicherweise abgelehnt.
Zunächst beschloss Heyerdahl, den Stummfilm – zusammen mit einem Freund – selbst zu schneiden (lt. Heyerdahl in einem New Yorker Hotelzimmer), was sich mangels Fachkenntnis als unzureichend erwies, aber immerhin eine Kopie erbrachte, die im Explorers Club, dessen jüngstes Mitglied Heyerdahl seit seiner Arbeit in Bella Coola und aufgrund seiner Erfahrungen in Fatu Hiva war, mit Beifall bedacht wurde.
Nachdem der Film bei Heyerdahls vielen Vorträgen über die Expedition gezeigt wurde, wurde der Schwede Lennart Bernadotte auf ihn aufmerksam und schlug eine Zusammenarbeit vor. Bernadotte hatte zusammen mit seinem Freund Olle Nordemar eine kleine Filmproduktionsfirma, die über neuestes Gerät verfügte, nämlich Europas ersten Optical Printer. Diese Ausrüstung konnte nicht bloß Einzelbilder aus einem Filmstreifen vergrößern und bei Bedarf geradestellen, sondern auch falsche Geschwindigkeiten und andere Fehler der Aufnahmen korrigieren. Heyerdahl hatte mit Bernadotte einen handschriftlichen Vertrag in Norwegisch und Schwedisch, „der auf ein Blatt Papier passte“ und ihm 50 % seines Gewinns zusicherte. Bernadotte verkaufte allerdings den Film, wieder auf 50:50-Prozent-Basis, an Sol Lesser, Hollywood, Produzent der Tarzan-Filme, der ihn seinerseits für 50:50 an den Filmverleih RKO weitergab.

## Inhalt

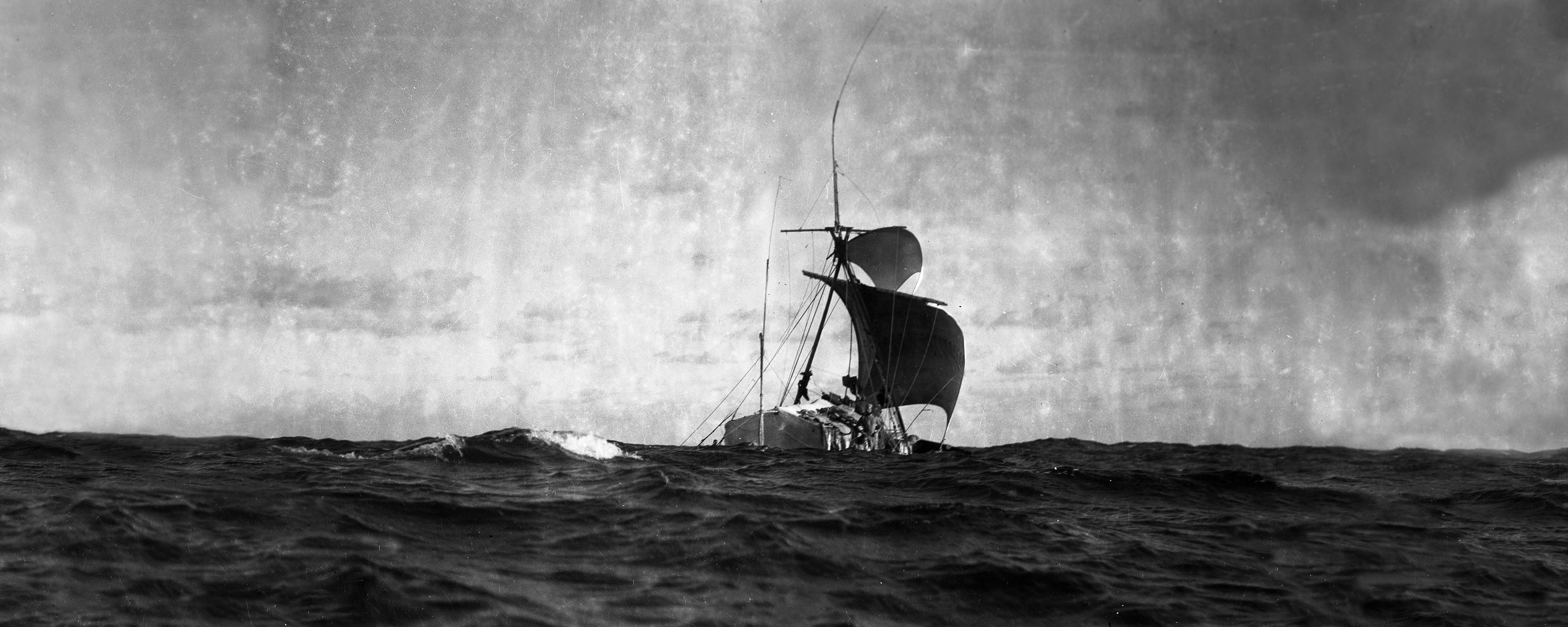
Standbild aus dem Film

Zu Beginn des Films erklärt Thor Heyerdahl seine Theorie, dass Polynesien von Südamerika vor 1500 Jahren besiedelt werden konnte, was in eklatantem Gegensatz zur bislang etablierten wissenschaftlichen Fachmeinung über die Einwanderung aus Asien stand. Heyerdahl untermauert seine Theorie durch Diagramme, zeigt Sequenzen vom Bau des Floßes und den Start der Expedition von Callao.
In den Schwarzweißfilm wurden auch Fotos eingebaut, wenn das entsprechende Filmmaterial verdorben war. Die Aufnahmen wurden mit einer einzigen 16-mm-Kamera gedreht, die je nach Gelegenheit irgendein Mitglied des Teams eingesetzt hatte.
Die US-amerikanische Version kommentieren der Fernseh- und Radiomoderator Ben Grauer und der Co-Produzent Sol Lesser.

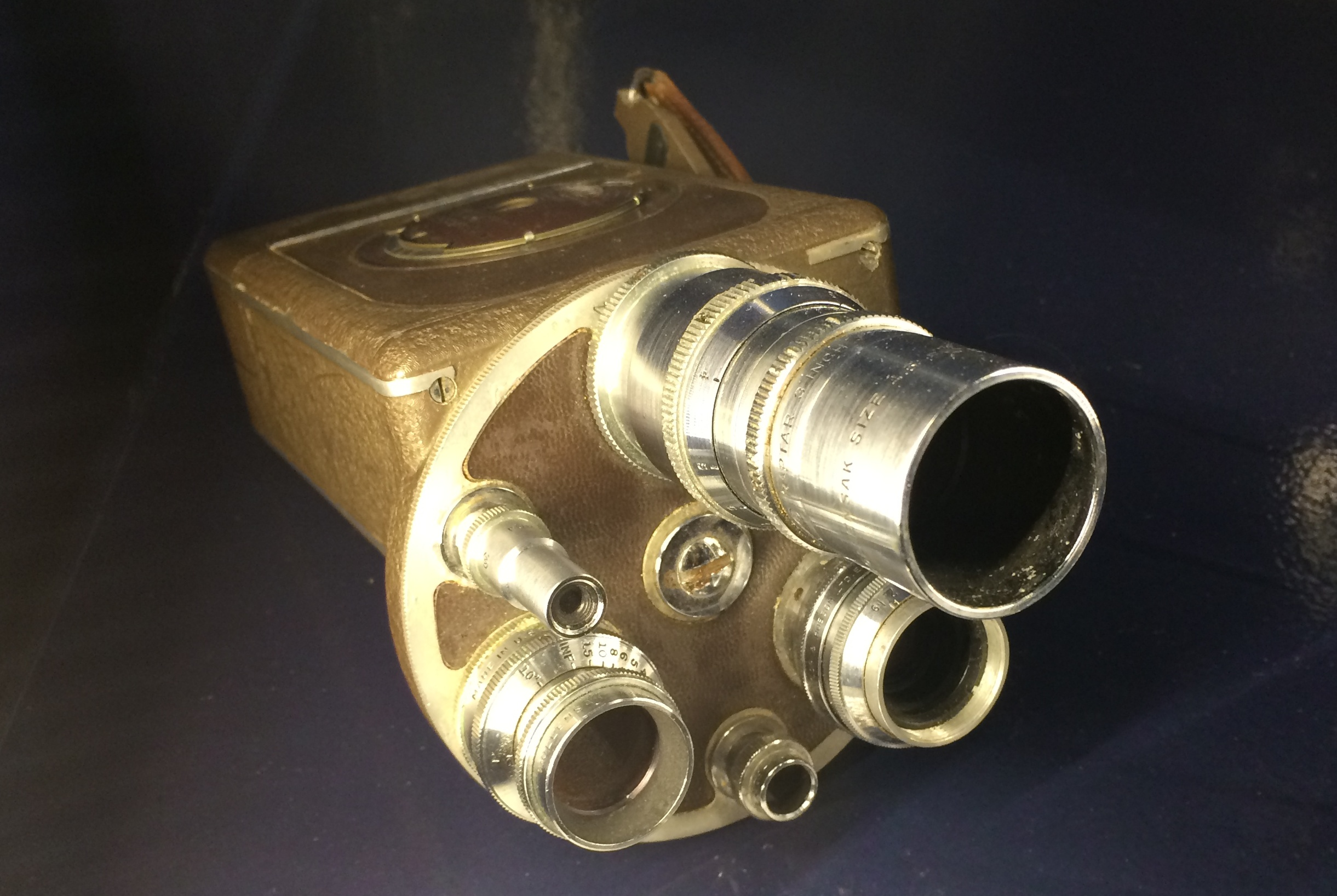
Bell & Howell Filmkamera der Expedition

## Nachwirkungen
1955 präsentierte Heyerdahl mit Galapagos einen weiteren Dokumentarfilm zum selben Thema.
2012 wurde in Norwegen das hollywoodmäßig aufbereitete Filmdrama über Heyerdahl und diese Expedition, wieder Kon-Tiki genannt, produziert. Regie führten Joachim Rønning und Espen Sandberg, die Hauptrolle des Heyerdahl spielte Pål Sverre Valheim Hagen.
Sachlich relevanter ist die weniger bekannte Filmdokumentation des Experiments Tangaroa, 2006. Neben Beobachtung der Meeresverschmutzung wollte man auch untersuchen, wie gut Flöße der Inka mittels Guaras (Steckschwertern) gesteuert werden konnten und ob vielleicht sogar Aufkreuzen möglich sein konnte. An dieser Expedition nahm auch ein Enkel Heyerdahls, Olav, Sohn von „Thor jr.“, teil. Tangaroa erreichte Raroia wieder von Callao aus in nur 70 Tagen. Die anschließende Durchquerung der Tuamotus bis zum Ziel Raiatea verlief ebenfalls problemlos und bewies die gute Steuerbarkeit des Floßes.